# 6.ª Divisão Panzer (Alemanha)

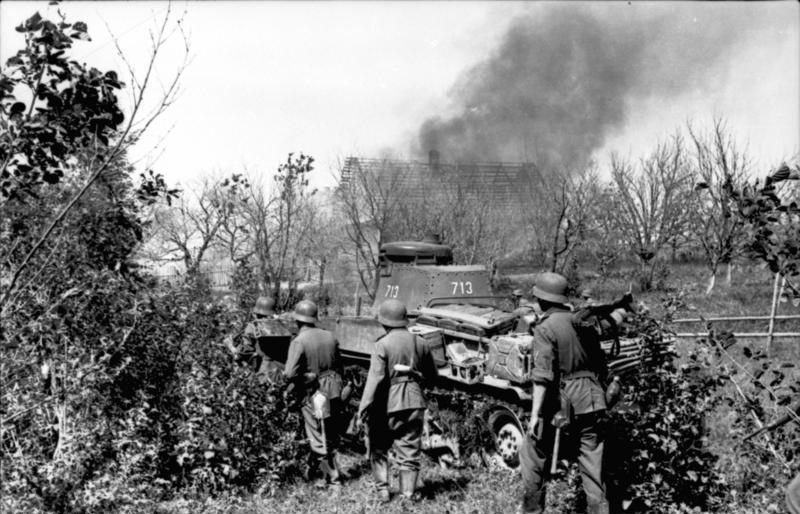
Soldados da 6ª Divisão Panzer alemã avançando na Frente Oriental, em 1944.

A 6ª Divisão Panzer (em alemão: 6. Panzer-Division) foi uma unidade militar blindada da Alemanha que esteve em serviço durante a Segunda Guerra Mundial.

## Comandantes
| Comandante                                     | Data                                                       |
| ---------------------------------------------- | ---------------------------------------------------------- |
| Generalleutnant Werner Kempf                   | 18 de outubro de 1939 - 6 de janeiro de 1941               |
| Generalmajor Franz Landgraf                    | 6 de janeiro de 1941 - 1 de setembro de 1941               |
| Oberst Erhard Raus                             | 1 de setembro de 1941 - 15 de setembro de 1941 m.d.F.b.    |
| Generalmajor Franz Landgraf                    | 16 de setembro de 1941 - 23 de novembro de 1941            |
| Generalmajor Erhard Raus                       | 23 de novembro de 1941 - 26 de abril de 1942 m.d.F.b.      |
| Generalleutnant Erhard Raus                    | 27 de abril de 1942 - 7 de fevereiro de 1943               |
| Oberst Walther von Hünersdorff                 | 7 de fevereiro de 1943 - 1 de maio de 1943 m.d.F.b.        |
| Generalmajor Walther von Hünersdorff           | 1 de maio de 1943 - 14 de julho de 1943                    |
| Oberst Martin Unrein                           | 14 Jul 1943 - 24 de julho de 1943 m.d.st.F.b.              |
| Generalmajor Wilhelm Crisolli                  | 25 de julho de 1943 - 21 de agosto de 1943 m.d.F.b.        |
| Oberst Rudolf Freiherr von Waldenfels          | 22 de agosto de 1943 - 30 de outubro de 1943 m.d.F.b.      |
| Generalmajor Rudolf Freiherr von Waldenfels    | 1 de novembro de 1943 - 8 de fevereiro de 1944             |
| Oberst Werner Marcks                           | 9 de fevereiro de 1944 - 19 de fevereiro de 1944 m.d.F.b.  |
| Generalmajor Rudolf Freiherr von Waldenfels    | 20 de fevereiro de 1944 - 11 de março de 1944              |
| Oberst Walter Denkert                          | 12 de março de 1944 - 27 de março de 1944 m.d.st.F.b.      |
| Generalleutnant Rudolf Freiherr von Waldenfels | 28 de março de 1944 - 22 de novembro de 1944               |
| Oberst Friedrich-Wilhelm Jürgens               | 23 de novembro de 1944 - 17 de janeiro de 1945 m.d.st.F.b. |
| Generalleutnant Rudolf Freiherr von Waldenfels | 18 de janeiro de 1945 - 8 de maio de 1945                  |

## Área de operações
| Polônia & Alemanha             | outubro de 1939 - maio de 1940   |
| França                         | maio de 1940 - julho de 1940     |
| Prússia Oriental               | julho de 1940 - junho de 1941    |
| Frente Oriental, setor norte   | junho de 1941 - maio de 1942     |
| França                         | maio de 1942 - dezembro de 1942  |
| Frente Oriental, setor sul     | dezembro de 1942 - março de 1944 |
| Frente Oriental, setor central | março de 1944 - dezembro de 1944 |
| Hungria                        | dezembro de 1944 - março de 1945 |
| Áustria                        | março de 1945 - maio de 1945     |